# Ever Cantero
Ever Milton Cantero Benítez (Asunción, 3 dicembre 1985) è un calciatore paraguaiano, attaccante del Cobresal.

## Carriera

### Club
Durante la sua carriera ha giocato con numerose squadre di club.